# Universidad Francisco de Paula Santander
La Universidad Francisco de Paula Santander (UFPS) es una universidad pública colombiana con sede en Cúcuta y Ocaña, y sedes secundarias en Los Patios, Chinácota y Tibú, así como CREADs en todo el territorio nacional. Está sujeta a inspección y vigilancia por medio de la Ley 1740 de 2014 y la Ley 30 de 1992.  
Recibió la Acreditación Institucional por 6 años por parte del Consejo Nacional de Acreditación del Ministerio de Educación Nacional, siendo la universidad con la mayor acreditación institucional en todo el departamento de Norte de Santander.
Fue fundada el 5 de julio de 1962 y es la universidad más importante y representativa de Cúcuta y Norte de Santander, por su tradición, prestigio, calidad y selectividad. Es una de las universidades públicas insignia del oriente colombiano y está vinculada a la historia y producción académica de América Latina.  
Está integrada por 37 unidades académicas divididas en 6 facultades, que ofrecen cerca de 35 programas de pregrado, 10 especializaciones, 4 maestrías y 2 doctorados. Cuenta con 3 vicerrectorías y 4 unidades administrativas, su máximo organismo de gobierno es el Consejo Superior Universitario.
Es una entidad descentralizada del departamento Norte de Santander, organizada como un ente universitario autónomo con régimen especial, vinculada al Ministerio de Educación Nacional en lo que tiene que ver con políticas y planeación del sector educativo y en relación con el Sistema Nacional de Ciencia y Tecnología.

## Historia
Fundada el 5 de julio de 1962 como fundación de derecho privado con lecciones de economía. Reconocida más tarde por Ordenanza 37 de 1964 y oficializada como ente de educación superior del orden departamental por medio del Decreto 323 del 13 de mayo de 1970 expedido por la Gobernación de Norte de Santander.

## Símbolos

### Escudo
Está formado por un campo en forma cuadrada. El área se distribuye en cuatro secciones, en ésta se inscriben las letras iniciales del nombre de la institución UFPS distribuidas en dos espacios horizontales de izquierda a derecha y cuatro secciones, para ubicar en cada una de ellas las iniciales.

### Bandera
La bandera de la Universidad está dividida en cuatro cuerpos horizontales: el primero ocupa las cuatro quintas partes de ella y tiene el logo de la Universidad en el medio, acompañado de la leyenda Universidad Francisco de Paula Santander; los tres cuerpos restantes tienen el mismo ancho y sus colores son negro, naranja y verde.

### Himno
El himno de la universidad fue adoptado mediante Acuerdo 031 del 10 de junio de 1986, que reconociendo la importancia de definir los aspectos simbólicos de la Universidad acogió la composición del profesor Rafael Darío Santafe Peñaranda, presentada el 11 de abril de 1986 en el Club de Comercio de la ciudad, en el marco de la celebración de los veinticinco años de fundación de la Institución. 
Anterior a este, existía un himno no oficial escrito por Ofelia Villamizar Buitrago y musicalizado por Pablo Tarazona Prada, pero el compositor Tarazona no dejó copia de la partitura en ninguna de las dependencias administrativas de la Universidad, por lo cual, el profesor Santafe Peñaranda propuso a las directivas de la Universidad un nuevo himno que el mismo escribió durante el marco de la celebración de los veinticinco años.
Tras la presentación, el himno recibe el visto bueno por parte de las directivas de la Universidad y los asistentes al acto de celebración, al poco tiempo se comienza hablar del himno para la universidad y por aquel entonces, el rector Andrés Entrena Parra lo propone al Consejo Académico en la reunión del 4 de junio de 1986, siendo aprobado y oficialmente reconocido el 10 de junio.

## Sedes
Todas las sedes de la universidad están distribuidas en 5 municipios de Norte de Santander (Cúcuta, Los Patios, Ocaña, Chinácota, Tibú), teniendo asiendo el cuerpo de gobierno en la sede principal de Cúcuta.

### Cúcuta
- Campus Principal: Se encuentra ubicado en la ciudad de Cúcuta, en la dirección Avenida Gran Colombia n.º 12E-96B Barrio Colsag.
- Campus Eliseos: Se encuentra ubicada en la Vía a Los Patios.

### Ocaña
- Campus Principal: Está ubicado en la Vía al Algodonal.
- Sede La Primavera: Ubicada en la Av. Francisco Fernández de Contreras con Cra 30.
- Escuela de Bellas Artes: Sede de la Facultad de Artes, ubicada en la Cll 10 con Cra 13.

## Oferta académica

### Cúcuta
Pregrado
Facultad de Ingenierías
Ingenierías
- Ingeniería Civil (Acreditación de Alta Calidad)
- Ingeniería Agronómica
- Ingeniería de Sistemas (Acreditación de Alta Calidad por 8 años)[5]
- Ingeniería Electrónica (Acreditación de Alta Calidad)
- Ingeniería Electromecánica
- Ingeniería Industrial
- Ingeniería de Minas
- Ingeniería Mecánica
- Ingeniería Ambiental (Acreditación de Alta Calidad)

Tecnologías
- Tecnología en Analítica de Datos (Virtual)[6]
- Tecnología en Gestión y Desarrollo de Productos Mecánicos
- Tecnología en Gestión de Procesos de manufactura
- Tecnología en Obras Civiles
- Tecnología en Procesos Industriales

Técnicas
- Técnico Profesional en Fabricación Industrial de Productos Cerámicos
- Técnico Profesional en Producción de Cerámica Artesanal
- Técnico Profesional en Procesos de Manufactura de Calzado y Marroquinería
- Técnico Profesional en Producción Industrial

Facultad de Ciencias Empresariales
- Administración de Empresas (Miembro de CLADEA, Consejo Latinoamericano de Escuelas de Administración)[7]
- Contaduría Pública
- Comercio internacional

Facultad de Ciencias Básicas
- Química Industrial

Facultad de Ciencias Agrarias y Medio Ambiente
Pregrados
- Ingeniería Agronómica (Acreditación de Alta Calidad)
- Ingeniería Ambiental (Acreditación de Alta Calidad)
- Ingeniería Biotecnológica (Acreditación de Alta Calidad)
- Ingeniaría Pecuaria

Tecnología
- Tecnología Agroindustrial
- Tecnología Agroindustrial (Ciclo Propedéutico)

Técnicas
- Técnico Profesional en Procesamiento de Alimentos (Ciclo Propedéutico)

Facultad de Educación, Artes y Humanidades
- Comunicación social (Acreditación de Alta Calidad)
- Trabajo Social
- Derecho
- Arquitectura
- Licenciatura en Matemáticas (Acreditación de Alta Calidad)
- Licenciatura en Ciencias Naturales y Educación Ambiental
- Licenciatura en Educación Infantil

Facultad de Ciencias de la Salud
- Enfermería (Acreditación de alta calidad)
- Seguridad y Salud en el Trabajo

Posgrados
Doctorados
- Doctorado en Educación
- Doctorado en Educación Matemática

Maestrías
- Maestría en Ciencias Biológicas
- Maestría en Educación Matemática
- Maestría en Gerencia de Empresas
- Maestría en Práctica Pedagógica (Acreditación de Alta Calidad)

Especializaciones
- Especialización Práctica Pedagógica
- Especialización en Educación Mediada por las TIC
- Especialización en Educación, Emprendimiento y Economía Solidaria
- Especialización en Estructuras
- Especialización en Gerencia y Auditoría de la Calidad en Salud
- Especialización en Cuidado de Enfermería al Paciente Crítico
- Especialización en Física
- Especialización en Estadística Aplicada
- Especialización en Aseguramiento de la Calidad

Educación a Distancia
- Tecnología en Regencia de Farmacia
- Tecnología en Construcciones Civiles
- Tecnología Comercial y Financiera

### Ocaña
Facultad de Ingenierías
- Ingeniería de Sistemas
- Ingeniería Mecánica
- Ingeniería Civil
- Especialización en Interventoría de Obras Civiles
- Especialización en Auditoría de Sistemas
- Especialización en Informática Educativa Modalidad Virtual
- Especialización en Automatización Industrial

Facultad de Ciencias Administrativas y Económicas
- Tecnología en Gestión Comercial y Financiera
- Administración de Empresas
- Contaduría Pública
- Maestría en Administración

Facultad de Ciencias Agrarias y del Ambiente
- Tecnología Agropecuaria
- Zootecnia
- Ingeniería Ambiental

Facultad de Educación, Artes y Humanidades
- Comunicación Social
- Derecho